# Kamehamehadagen
Kahemahemadagen (engelska: King Kamehameha I Day) är en hawaiisk festdag som firas årligen den 11 juni. Dagen uppmärksammar Kamehameha den Stores seger över alla de Hawaiiska öarna som sedan förenades till ett kungarike. Om den 11 juni infaller under ett veckoslut är den närmaste vardagen en allmän helgdag.
Kamehamehadagen firades första gången år 1872 och instiftades av Kamehameha I:s barnbarn Kamehameha V. Inledningsvis ville invånarna i Hawaii fira kungens stordåd på hans födelsedag, den 11 december. Kamehameha V tackade nej och förordnade att dagen skulle firas så lång bort från hans egen födelsedag som möjligt. Dagen kom därför att firas den 11 juni.
Under dagen arrangeras det bl.a. parader och konserter.